# Erzgebirgische Mundarttage
Die Erzgebirgischen Mundarttage sind eine Veranstaltung, die im Abstand von zwei Jahren durchgeführt werden und als ein Treffen von erzgebirgischen Mundartautoren konzipiert ist.

## Geschichte
Die Initiative für die ersten Erzgebirgischen Mundarttage 1995 ging von der Bernsbacher Autorin Dagmar Meyer aus, nachdem sie 1994 mit ihrem Mann an den Bayerischen Mundarttagen in Deggendorf teilgenommen hatte. Es ist Ziel, den erzgebirgischen Mundartautoren ein Forum zu geben, wo sie sich treffen und austauschen können, und so einen Beitrag zu leisten, die erzgebirgische Mundart in Sprache und Gesang zu fördern. Bis 2003 fand die Veranstaltung unter Organisation von Meyer im Landgasthof Zum Bären in Bernsbach statt. Die Mundarttage 2005 wurden durch die gGmbh des Erzgebirgsvereins organisiert, 2007 und 2009 durch Regine Seifert. Die 9. Ausgabe 2011 in der Vugelbeerschänke Pöhla stand unter Regie von Matthias Fritzsch, dem Leiter des Arbeitskreises erzgebirgischer Mundartautoren.
Zu den regelmäßigen Teilnehmern der Mundarttage gehören neben Dagmar Meyer u. a. Franziska Böhm und Edmut Kluge.
Seit 2010 werden die Erzgebirgischen Mundarttage durch einen Mundartstammtisch ergänzt.